# Eberron
Eberron è un'ambientazione per il gioco di ruolo Dungeons & Dragons ideata da Keith Baker, che ha vinto il concorso Wizards of the Coast Fantasy Setting Search tenuto nel 2002 per scegliere una nuova ambientazione per Dungeons and Dragons. Eberron venne scelta tra più di 11000 concorrenti.
Eberron è ambientata subito dopo una grande guerra distruttiva sul continente di Khorvaire ed è stata progettata per accomodare i tradizionali elementi di Dungeons & Dragons in un'ambientazione dal tono differente dal fantasy standard. L'ambientazione è stata ufficialmente pubblicata con l'edizione dell'Eberron Campaign Setting nel giugno 2004, scritto da Keith Baker, Bill Slavicsek, e James Wyatt e pubblicato in Italia come Eberron Ambientazione nel novembre 2005 dalla 25 Edition.

## Storia editoriale
Il manuale dell'ambientazione, l'Eberron Campaign Setting scritto per l'edizione 3.5 di Dungeons & Dragons v3.5 da Keith Baker, Bill Slavicsek e James Wyatt, che nel giugno 2005 vinse l'Origins Award per il "Miglior supplemento di un gioco di ruolo del 2004". Nel corso dei quattro anni successivi furono pubblicati oltre 20 supplementi per Eberron.
Nel giugno 2009 l'ambientazione fu portata nella quarta edizione di D&D con il supplemento Eberron Player's Guide e l'avventura, distribuita gratuitamente, Khyber's Harvest. Queste furono seguite a luglio dalla Eberron Campaign Guide e dall'avventura Seekers of the Ashen Crown. Sull'impatto del cambio di edizione, Appelcline scrive «I giocatori si chiedevano se anche Eberron sarebbe stato cambiato in modo da adeguarsi maggiormente allo schema dei Punti di Luce e sorprendentemente non lo fu. Invece rimase simile a prima. Non ci fu neanche una modifica nella cronologia, sebbene a un certo punto le voci che circolavano suggerivano che fosse previsto un avanzamento della cronologia di due anni, la cronologia rimase nel 998YK. Gli sviluppatori e i progettisti di Eberron dissero che i giocatori interessati al metaplot avrebbero dovuto leggere i romanzi e decidere da soli se volevano include o meno quegli eventi nel loro gioco. Sebbene Eberron non divenne un mondo nello stile a Punti di Luce, adottò molte delle altre assunzioni della 4ª edizione.»
Nel 2015 la prima edizione online di Unearthed Arcana conteneva materiale per Eberron da usare per il playtesting pubblico della quinta edizione di D&D. Comunque per altri tre anni non comparve ulteriore materiale fino alla pubblicazione in formato elettronico della Wayfinder's Guide to Eberron; venne descritto come un "documento vivo" che sarebbe stato aggiornato per includere nuovi concetti, man mano che venivano raffinati. I contenuti tra cui le razze, i marchi di drago, oggetti magici, così come la classe dell'artificiere e le sue sottoclassi, passarono anch'esse attraverso il playtest pubblico di Unearthed Arcana nel corso del successivo anno. Tra il settembre e il dicembre 2018 una "campagna esplorativa che presentava Eberron" fu pubblicata per la D&D Adventurers League in formato elettronico.
Il manuale Eberron: Rising From The Last War fu annunciato nell'agosto 2019 e pubblicato il 19 novembre 2019. Una versione alternativa della copertna realizzata da Vance Kelly fu pubblicata esclusivamente per la vendita nei negozi locali il 17 novembre 2019. Allo stesso tempo la Wayfinder's Guide to Eberron fu aggiornata per includere la versione definitiva del contenuto come appariva in Eberron: Rising from the Last War e aggiungere la classe dell'artificiere (con solo la sottoclasse dell'Alchimista, delle tre include in Rising from the Last War). In coincidenza a questa pubblicazione la D&D Adventurers League aggiunse una nuova stagione di storie intitolata The Oracle of War che si svolge nella Mournland. Shawn Merwin, Resource Manager della Adventurers League, scrisse che la trama di Oracle of War è un «tipo di campagna molto diversa da quelle precedenti [dell'Adventurers League]. La toria si svolge in venti avventure che sviluppano la storia di Oracle of War in venti avventure che portano i personaggi dal primo al ventesimo livello. [...] Le avventure sono pubblicate sulla DM Guild con la cadenza di una al mese, dando alla campagna un periodo di gioco attivo di circa due anni».

## Differenze con il regolamento standard di D&D
Una delle differenze più ovvie tra Eberron ed un'ambientazione generica di D&D è il livello di magia. La magia di alto livello, inclusi gli incantesimi di resurrezione, è molto meno comune che in altre ambientazioni. Comunque la magia di basso livello è molto più invasiva. Molte città sono illuminate di notte da lanterne magiche. Una ferrovia magica (il treno folgore) copre tutto il continente e fornisce un mezzo di trasporto ad alta velocità.
L'allineamento è leggermente meno delineato che in altre ambientazioni ufficiali. Personaggi malvagi di razze tradizionalmente buone e buoni di razze tradizionalmente malvagie sono incoraggiati ed in determinate circostanze creature buone possono compiere azioni malvagie, e viceversa; tuttavia l'allineamento rimane fedele agli standard di D&D ed il bene ed il male come concetti assoluti mantengono il loro significato. Comunque spesso nell'ambientazione si verificano situazioni che costringono personaggi di allineamento opposto a cooperare, sia pure per brevi periodi di tempo, ed esseri sia malvagi che buoni sono infiltrati in organizzazioni di allineamento opposto al proprio per spiarle o danneggiarle.
La religione è similmente meno definita. Il pantheon di Eberron non si manifesta fisicamente ai mortali. L'esistenza della magia clericale non è una prova evidente dell'esistenza degli dei, dato che i chierici non servono le divinità, ma seguono piuttosto deI percorsi di fede che permettono loro di ricevere incantesimi. Un chierico può anche lavorare attivamente contro la propria chiesa e continuare a ricevere gli incantesimi. In conseguenza di ciò la religione è in gran parte una questione di fede. Diversamente da molte altre ambientazioni della 3ª edizione un chierico non deve mantenere un massimo di un grado di differenza nell'allineamento rispetto a quello della sua religione o divinità e non gli viene impedito di lanciare certi tipi di incantesimi sulla base dell'allineamento.
Vengono introdotte alcune nuove razze:
- cangianti: derivano dall'unione di umani e Doppelgänger, sono in grado di cambiare il proprio aspetto;
- kalashtar: una razza di psionici buoni, discendenti da umani che si sono fatti possedere da spiriti provenienti dalla Regione dei Sogni;
- forgiati: costrutti simili a golem ma senzienti
- morfici: frutto dell'incrocio fra umani e licantropi

L'ambientazione aggiunge una nuova classe, l'Artefice. Un artefice è un incantatore specializzato nel creare oggetti magici. Le infusioni degli artefici (il loro equivalente degli incantesimi) sono incentrati sul conferire poteri speciali agli oggetti. Per esempio invece di lanciare l'incantesimo Forza del toro su un personaggio un artefice infonde tale potere su una cintura, in modo da creare una Cintura della forza del toro di breve durata. Gli artefici accedono ai punti di una riserva di creazione che funzionano da punti esperienza temporanei che possono essere usati solo per creare oggetti magici senza sacrificare il salire di livello. Questa riserva si ricarica quando l'artefice ottiene un nuovo livello o quando risucchia il potere da un oggetto magico esistente (distruggendolo nel processo).
Eberron introduce anche una nuova classe di personaggi non giocanti detta Artimago che è un mago arcano con una selezione limitata di incantesimi di basso livello. L'esistenza degli artimaghi è parte della ragione della diffusione della magia di basso livello in Eberron.

### Regole
Per cercare di ricreare un'atmosfera pulp, Eberron usa dei punti azione che permettono al giocatore di aggiungere il risultato del lancio di un dado a sei facce al risultato di alcuni tiri di dadi a venti facce. I personaggi ricevono un totale fisso di punti azione per ogni livello personaggio che raggiungono. L'ambientazione di Eberron include anche dei talenti che permettono di usare i punti azione anche in altri modi, come per esempio lanciare un dado a otto facce invece di uno a sei facce o di spendere due punti azione per compiere un'azione di movimento o un'azione standard extra nel round.

## Mondo
L'ambientazione di Eberron è incentrata su Khorvaire, un continente che era governato in tempi antichi da razze goblinoidi. Attualmente gli umani sono la razza più popolosa, vivono principalmente nell'area conosciuta come Cinque Nazioni, tuttavia membri di tutte le altre razze del manuale del Giocatore (elfi, mezzelfi, nani, halfling, gnomi, mezzorchi) sono integrati assieme agli umani nelle Cinque Nazioni. Nell'area meridionale c'è il piccolo continente di Aerenal governato dagli elfi. Ancora più a sud c'è il continente di Xen'drik, coperto dalla giungla ed anticamente governato da un impero di giganti ora collassato. A nord ci sono terre inesplorate coperte dal ghiaccio. Gli altri due continenti principali sono Sarlona (un continente popolato principalmente da umani ma governato da creature malvagie provenienti dalla Regione dei Sogni) e Argonnessen (un continente abitato da dragoni). Il mondo di Eberron ha dodici lune.
Eberron è anche il nome del mondo, che viene anche definito come Drago di mezzo. Syberys (il Drago superno) è il nome dato agli anelli planetari che circondano il pianeta. Khyber (il Drago sotterraneo) è il nome dato al mondo sotterraneo (ed è simile all'Underdark di altre ambientazioni). Secondo la storia della creazione il mondo venne formato quando i wyrm progenitori cambiarono la loro forma in quello che sono ora. Syberis creò i dragoni, Eberron creò gli umanoidi e le altre "razze inferiori" e Kyber creò i "demoni" del mondo (il termine "demone" è inteso nel senso comune del termine, non in quello di "esterno extraplanare" di D&D). Secondo Keith Baker ci sono dei significati associati al fatto che ogni nome contiene la sillaba "ber" ma non ha ancora indicato quali essi siano.

### La guerra
Il più significativo degli eventi recenti in Eberron è il conflitto denominato Ultima Guerra, così definito perché gli abitanti di Khorvaire - mentre essa infuriava - ritennero che dopo tale guerra tutti sarebbero stati stanchi di combattere (in maniera simile a come la prima guerra mondiale era stata definita "la guerra per terminare tutte le guerre"). Si riferisce ad una serie di conflitti durati 102 anni riguardanti la disputa sul trono del regno di Galifar ed il governo delle Cinque nazioni.
Due anni prima della fine dell'Ultima Guerra, la nazione del Cyre, una delle Cinque Nazioni del continente del Khorvaire, venne distrutta in un incidente conosciuto come il Giorno della Tragedia (il manuale dell'ambientazione non indica una causa ufficiale per questo disastro). Questo evento accelerò la fine dell'Ultima Guerra. Ora la regione dove sorgeva la suddetta nazione del Cyre viene indicata come Landa Gemente ed è la sede degli incantesimi viventi, corpi morti preservati ed una setta militante di forgiati condotti dal Signore delle Lame, il cui scopo giurato è la dominazione totale del continente da parte dei forgiati, a spese degli umanoidi "di carne e sangue". Chi si reca nella Landa Gemente perde con estrema facilità il senso dell'orientamento e rischia di rimanere prigioniero per sempre delle sue nebbie mefitiche, oppure essere ucciso dalle creature terribilmente mutate che vi dimorano; in questo territorio gli incantesimi talvolta non funzionano, oppure vengono assorbiti dall'ambiente stesso e divengono esseri noti con il nome di "Incantesimi Viventi", mostri il cui unico scopo è continuare a colpire presunti avversari con il loro potere magico. Per questa ragione solo poche persone (alcuni avventurieri o individui fuori di senno, in generale) entrano in questa regione.
L'Ultima Guerra terminò ufficialmente due anni prima dell'inizio della campagna ufficiale, con il Trattato di Fortetrono, con cui ognuna delle Cinque Nazioni e la maggior parte delle nazioni che si separarono durante la guerra divennero ufficialmente indipendenti.

### Casati portatori del marchio
I casati portatori del marchio sono tredici famiglie estese che controllano la maggior parte delle transazioni economiche in tutto Khorvaire. All'interno delle casate solo una piccola percentuale di persone in ogni generazione manifesta il marchio del drago, un piccolo segno sul corpo che conferisce abilità simili agli incantesimi a chi lo possiede. Un personaggio può ottenere un marchio del drago scegliendo il talento Marchio del drago primario o prendendo livelli nella classe di prestigio Erede di Siberys. Esistevano tredici marchi del drago, ma solo dodici sono rimasti. Ogni famiglia possiede solo un tipo di marchio e solo una o due razze possono manifestare un tipo particolare di marchio. Inoltre solo le razze elencate nel Manuale del giocatore di D&D possono manifestare il marchio del drago, e ciascuna razza può manifestare solo alcuni dei dodici marchi esistenti. Con l'eccezione della Casa di Phiarlan e della Casa Thuranni (che possiedono entrambe il Mark of Shadow - Marchio dell'Ombra) ogni casata controlla esclusivamente un tipo di marchio del drago.
I marchi del drago si manifestano in cinque forme: aberrante, primario, inferiore, superiore, Siberys. I marchi del drago aberranti sono deviazioni dai marchi del drago normali e non sono riconosciuti dalle casate. Le persone con questo marchio del drago sono comunemente ritenute deformate da Khyber, il Drago Sotterraneo. I marchi del drago, primario, inferiore e maggiore possono essere ottenuti prendendo i talenti rilevanti, peraltro garantiti come bonus dalla classe di prestigio Erede del marchio del drago. Il marchio del drago di Siberys è quello più potente, ma non si può possederlo insieme ad uno inferiore. Come menzionato il marchio di Siberys può essere ottenuto solo prendendo livelli nella classe di prestigio Erede di Syberis.
Un'altra linea familiare conosciuta come Vol possedeva un marchio del drago aggiuntivo conosciuto come Marchio della Morte, ma questa casata è andata distrutta in un conflitto tra i dragoni e gli elfi circa 2600 anni prima dell'inizio della campagna di gioco. Solo un'erede, Erandis d'Vol, è rimasta, ma poiché è una lich non può usare il suo marchio del drago. Comunque tenta di raccogliere informazioni per recuperarlo (e anche e soprattutto di vendicarsi di coloro che distrussero la sua famiglia, ossia i draghi e gli elfi di cui sopra), mediante l'Ordine dell'artiglio di Smeraldo e la religione conosciuta come Sangue di Vol.
La punizione peggiore per un membro dei casati portatori del marchio è detta Escoriazione: è simile alla scomunica nel senso che agli altri membri della casata non è permesso di avere contatti con un escoriato sotto la minaccia di una severa punizione. Gli escoriati non possono neanche servirsi dei servizi pubblici offerti dalla casata. La punizione dell'escoriazione è riservata solo per i peggiori crimini che disonorano la casata. Nei tempi antichi le casate incidevano realmente via il marchio del drago dal corpo della persona. Se la persona sopravviveva, il marchio del drago mancante continuava a funzionare, ma causandogli tremendi dolori.

### Piani esterni
Come molte altre ambientazioni di D&D, Eberron possiede diversi piani esterni. A parte il piano materiale, il piano etereo, il piano delle ombre ed il piano astrale, l'ambientazione di Eberron ha tredici piani relativamente unici. I portali verso altri piani sono molto rari. Questi tredici piani esterni orbitano metaforicamente intorno a Eberron, e a seconda di dove si trovano in un certo momento sono considerati in uno di quattro stati.
- Crescente/Calante - Il piano si sta o avvicinando o allontanando da Eberron. Il viaggio planare si svolge come normale.
- Adiacente - Il piano tocca Eberron e rinforza certi effetti in Eberron. Inoltre è possibile recarsi sul piano recandosi in certi luoghi particolari. Per esempio quando Risia il piano del ghiaccio è adiacente si può entrare in esso da Eberron camminando in una tempesta di neve. A causa dei sigilli piazzati dalla Setta druidica dei Custodi dei Portali, Xoriat, il Reame della Pazzia non può diventare adiacente ad Eberron.
- Remoto - Il piano è molto lontano da Eberron e certi effetti in Eberron sono indeboliti. Inoltre è difficile raggiungerlo anche con incantesimi (è richiesto un tiro contro Conoscenza Arcana con un alto livello di difficoltà). A causa del conflitto tra Quori e i giganti di Xen'drik, Dal Quor è sempre considerato remoto da Eberron.

Inoltre certi luoghi in Eberron hanno una zona di manifestazione che è una connessione permanente al piano, indipendente dalla sua distanza da Eberron. In maniera simile a quando un piano è adiacente, certi effetti del piano compaiono nella zona di manifestazione. Comunque, diversamente da quando un piano è adiacente, non si può passare da un piano ad una zona di manifestazione.
La zona di manifestazione più conosciuta di Eberron è nella metropoli di Sharn, la Città delle Torri: questa zona è collegata a Syrania, il Cielo Azzurro e migliora l'uso di magie di levitazione e di volo e permette agli edifici di raggiungere il cielo.

### Il numero 13
Il numero 13 gioca un ruolo importante in Eberron, così come il numero 12. Alcuni esempi includono:
- Ci sono 13 piani unici ma solo 12 al momento orbitano intorno a Eberron (tutti tranne Dal Quor)
- Ci sono 13 differenti marchi del drago, ma solo 12 esistono correntemente (il Marchio della Morte è stato distrutto)
- Ci sono correntemente 13 differenti nazioni, ma una di esse è un deserto (la Landa Gemente)
- L'antico calendario dell'impero dei giganti aveva 13 mesi, mentre il calendario corrente ne ha 12
- Durante l'Età dei Giganti c'erano 13 lune, ma una è scomparsa
- Ci sono 13 casati portatori del marchio, ma rappresentano solo 12 marchi (i casati Phiarlan e Thuranni condividono lo stesso marchio)
- Ci sono 13 clan di nani nelle Rocche di Mror, ma uno è scomparso senza spiegazioni (Noldrun)

Questa scelta nasconde anche un sottile gioco di parole con il termine inglese "baker's dozen", ossia una serie di tredici elementi da cui viene tolto uno, derivato dall'usanza dei panettieri di preparare tredici prodotti quando veniva richiesta una dozzina e togliere il peggiore.

## Premi
- Nel giugno 2005 l'Eberron Campaign Setting ha vinto l'Origins Award per il Miglior supplemento per gioco di ruolo del 2004[3].